# Georges de la Bouglise
Georges Alfred de la Bouglise, né le 25 avril 1842 à Auteuil et mort le 15 avril 1907 à Paris, était un ingénieur des mines français, spécialiste de l'or, qui a joué un rôle important dans la mise au point du vélocipède Michaux.

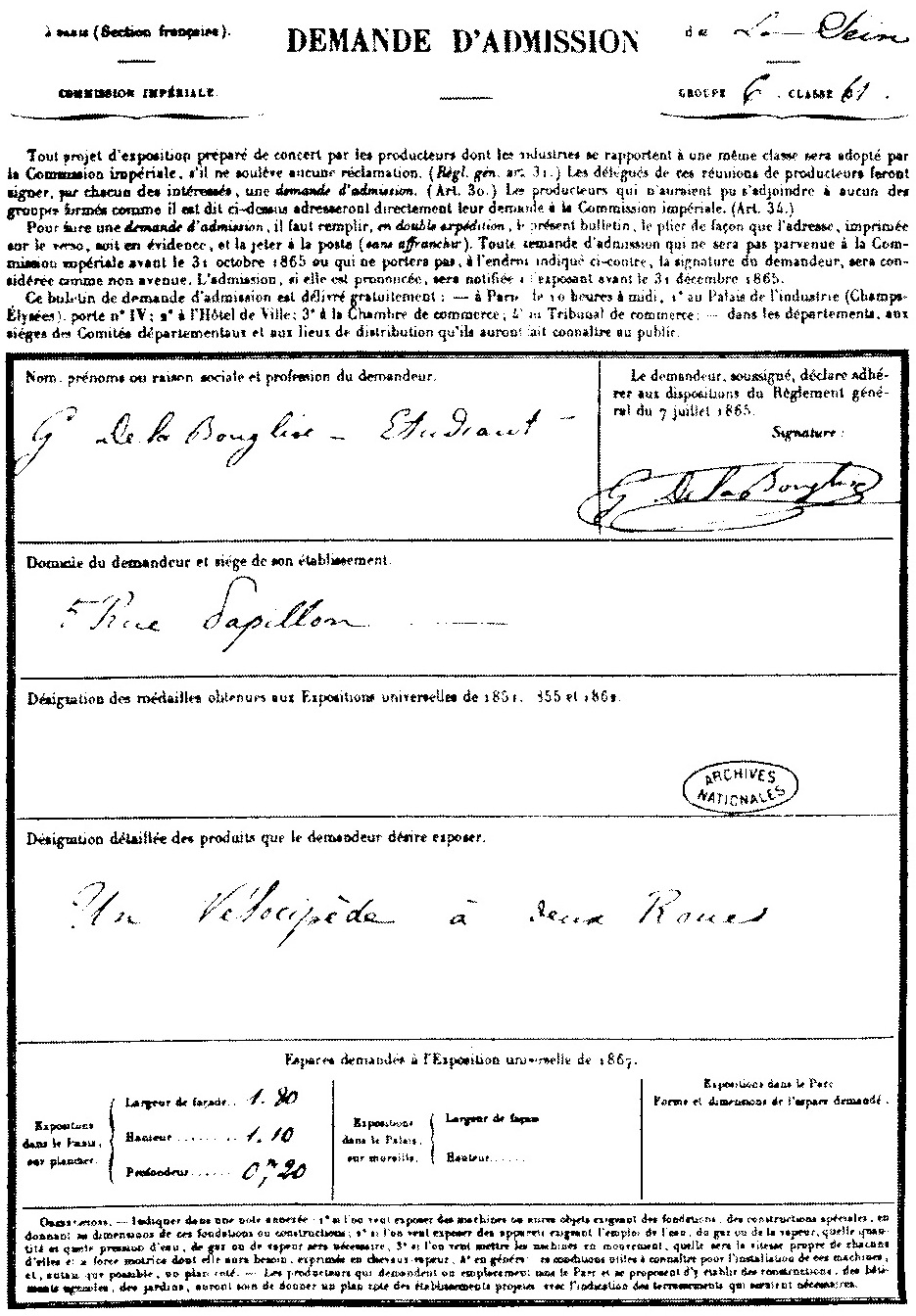
Demande d'admission de Georges de la Bouglise à l'exposition universelle de 1867.

## Biographie
Étudiant à l'École centrale des arts et manufactures à Paris, il se lie d'amitié avec Aimé et René Olivier de Sanderval, d'origine lyonnaise. Tous trois traversèrent à vélocipède la France de Paris à Avignon en août 1865 en passant par Tullins où les frères Olivier souhaitaient visiter leur oncle Michel Perret.
En 1865, il propose de mettre un point un prototype pour l'exposition universelle de 1867, mais ne reçoit pas l'autorisation, avant de retourner en 1868 à l'École centrale des arts et manufactures, où il dépose un brevet. Les jeunes Centraliens s’associèrent ensuite à Pierre Michaux en formant en mai 1868 la société « Michaux et Cie ». Après la mésentente entre Michaux et les frères Olivier au printemps 1869, la société fut dissoute et la «Compagnie Parisienne des Vélocipèdes», domiciliée au 27, rue Jean-Goujon, prit sa succession et organisa la première course cycliste sur route au monde le 7 novembre 1869, Paris-Rouen, puis fut dissoute en 1874.
Georges-Alfred de la Bouglise a ensuite été précurseur dans trois types d'investissements miniers : les gisements d'or et d'argent-métal du Montana en 1881, le cuivre mexicain lorsque la demande mondiale augmente, en 1884, puis le prometteur cuivre chilien au tournant du siècle.
Dès 1881, il devient l'actionnaire et président de la Société anonyme des mines de Lexington, contrôlée par un groupe de français qui rachètent à Andrew J. Davis la « Lexington Mine » et son filon d'argent, près de Butte (Montana), en échange d'un million de dollars au comptant et 2 millions de dollars en action de la nouvelle société, sous forme de 15 % du capital, qui est alors considérablement augmenté. Celle-ci investit immédiatement 0,5 million de dollar dans des tramways pour desservir la structure, employant 225 mineurs en 1888. Andrew J. Davis, fondateur en 1848 du parc industriel d'Iowaville sur la rivière Des Moines, avait acheté la mine dans les années 1870 puis affronté une grève en 1878, ce qui l'amène à vendre et avec le montant obtenu fonder en 1881 la First National Bank of Butte (Montana).
Également à Butte (Montana) en 1881, Marcus Daly un ex-mineur du Comstock Lode impliqué dans l'Affaire de l'Emma Silver Mine, achète une petite mine d'argent et s'associe à George Hearst, père de William Randolph Hearst, pour découvrir la mine d'Anaconda Copper, vers lequel il fit venir une ligne de chemin de fer, qui sera de 1892 à 1903 le premier producteur mondial de cuivre, après avoir racheté les concessions des autres mineurs. La banque de la Famille Rothschild prend une option sur le capital dès 1891, lorsqu'est installé la première raffinerie électrolytique, puis le quart du capital en 1895 pour 7,5 millions de dollars. Marcus Daly deviendra un des milliardaires du cuivre du Montana, avec William Andrews Clark et Fritz Augustus Heinze, qui louera la mine de Lexington à partir d'avril 1905 via la société "La France Copper Company", elle-même revendue en 1913 à l'Atlantic Mines Company, filiale d'Anaconda Copper.
Entre-temps, en 1884, Georges de la Bouglise réalise une étude minière à l'origine de la création de la Compagnie du Boléo, qui opère un important gisement de cuivre au Mexique. Dès 1884, il est l'auteur avec Édouard Cumenge d'un rapport détaillé indiquant l'importance de la rentabilité potentielle de la mine, ce qui décide la banque Mirabaud et Cie à créer la Compagnie du Boléo. Le président de la société Édouard Cumenge, largement son aîné, souhaite cependant en garder étroitement la direction. Il crée le minerai de "bouglisite" en 1892 après lui-même été honoré par la création de la "cumengéite". Le chimiste Frederick A. Genth estimera cependant dès 1893 qu'il s'agit d'un simple mélange d'anglesite et de gypse.
Minéraliste voyageur, Georges de la Bouglise s'intéresse alors à la "fièvre de l'or rouge" (La Fiebre del Oro Rojo) du Chili, qui a suivi la guerre de 1875 avec la Bolivie et voit Chuquicamata se couvrir de 400 petites mines clandestines, la capture de Calama lors de la guerre civile de 1891 entraînant la confiscation des mines appartenant aux loyalistes. Au bord du site, les villes-champignon de Punta de Rieles, Placilla de Banco Drummond, sont gangrénées par le jeu, l'alcool et la prostitution. Convaincu du potentiel chilien, il fonde beaucoup plus au sud, en 1899, la Société des mines de cuivre de Catemu, pour exploiter le site d'El Soldado. La société franco-belge, au capital de 5 000 000, francs, a son siège social à Bruxelles et des bureaux à Paris au 50 Boulevard Haussmann. Future filiale de la société franco-belge M'Zaïta, récupère dès sa création la mine de cuivre d'El Soldado, dans la province d'Aconcagua, à 145 kilomètres au nord de Santiago du Chili, et reconstruit le port de Valparaíso après le séisme de 1906. Grâce aux usines de fonte de la « Poza » et de « Melon » installées dès 1996, elle a produit  environ 16 000 tonnes de cuivre en 1903 puis 40 000 tonnes en 1908, soit autant que le total de la production chilienne de 1880. La teneur de 4,5 % est moins forte que celle de la Compagnie du Boléo mais les volumes plus importants.
Entre-temps, Georges-Alfred de la Bouglise fut le plus important acheteur lors de la vente de la collection A. Dohrmann, de San Francisco, en décembre 1886 à Philadelphie, alors qu'il recherchait et exploitait de l'or et de l'argent dans le Montana. Complétée et enrichie par des exemplaires chiliens, sa collection des minéraux de l'or fut achetée en totalité, après sa mort, lors d'une vente aux enchères organisée par le négociant parisien Alexandre Stuer, le 14 décembre 1911, par l'industriel de  Boston Albert C. Burrage, qui avait rencontré l'année précédente l'ingénieur américain Bradley, créateur d'un procédé permettant d'exploiter le grand gisement chilien de cuivre à faible teneur de Chuquicamata.